# Horta, Azori
Horta (portugalska izgovorjava: [ˈɔɾtɐ]) je občina in mesto v zahodnem delu Azorov, ki obsega otok Faial v tem arhipelagu. V letu 2011 je imela občina prebivalcev 15.038 na površini 173,06 km². Mesto Horta ima približno 7.000 prebivalcev.
Marina je primarni postanek za jahte, ki prečkajo Atlantik, njeni pomoli in sprehajalne poti pa so prekrite s slikami, ki so jih ustvarili obiskovalci, ki so zabeležili imena svojih plovil, posadke in leta, ko so jo obiskali. Peter's Cafe Sport, ki je nasproti marine in v katerem je otoški muzej, zbirka artefaktov, izklesanih iz kitovih zob in čeljusti, je referenčna točka za transatlantske jahte in mornarje.

## Zgodovina
Flamski plemič Josse van Huerter se je leta 1467 vrnil v Faial na drugi odpravi, tokrat se je izkrcal ob obali zaliva Horta. Zgradil je majhno kapelico, ki je kasneje tvorila jedro majhne skupnosti, znane kot Horta (ime, ki izhaja iz transliteracije njegovega imena). Infante D. Fernando, vojvoda Viseu, je 2. februarja 1468 podelil Huerterju prvo kapitanijo na otoku. Naselje otoka pa ni bilo samo interes flamskih kmetovalcev ali poslovnežev. Dejansko so bili priseljenci na otoku kmetovalci iz celinske Portugalske, ki so bili pripravljeni trdo delati v novih deželah. Vendar pa je Huerter načrtoval nove poslovne priložnosti, privabljal je drugi val naseljencev pod vodstvom Willema van der Haegena (kasneje prevedenega v Guilherme da Silveira), ki je pripeljal administratorje, trgovce in druge rojake, da so se naselili na otoku.
Huerterjev sin, Joss de Utra (ki je postal drugi kapitan-general) in hčerka D. Joana de Macedo (ki se je poročila z Martinom Behaimom v kapeli Santa Cruz) sta nadaljevala na Faialu, dolgo po van Huerterjevi smrti. Leta 1498 je bila Horta z dekretom kralja D. Manuela I. povišana v status vila (podobno mestu), saj je njegovo središče raslo severno od območja okoli kapelice Santa Cruz. Otok je uspeval z izvozom pšenice in barvila iz rastline silina (Isatis tinctoria). 28. junija 1514 je bila ustanovljena župnija Matriz do São Salvador da Horta in začele so se maše. Leta 1567 je bil položen temelj trdnjave Santa Cruz. Nenehna rast naseljencev v mestu je od škofije Angre zahtevala nastanek župnij Nossa Senhora da Conceição (30. julij 1568) in Nossa Senhora da Angustias (28. november 1684). Ko sta se okoli Santa Cruza in Porto Pima razvili dve jedri, se je rast razširila tudi okoli starejšega Matriza (kjer stoji stolpna ura) in javnega trga (kjer zdaj obstaja Alameda Barão de Roches). Javne zgradbe so bile postavljene med Rua Visconde Leite Perry in Rua Arriage Nunes, sčasoma pa se je mestna hiša in sodne pisarne preselile v nekdanji jezuitski kolegij, potem ko so leta 1758 iz Portugalske izgnali jezuite.
Leta 1583 so španski vojaki pod poveljstvom D. Pedra de Toleda pristali v Pasteleiru na jugozahodnem delu otoka. Po nekaj spopadih na vratih utrdbe je bil usmrčen kapetan Faiala, António Guedes de Sousa. Štiri leta kasneje je grof Cumberland, ki je vodil floto 13 britanskih ladij na Azorskem potovanju leta 1589, ujel špansko ladjo, nato pa je oropal mestne cerkve in samostane, jih oskrunil in uničil relikvije in križ. Ujeli so več topov in požgali hiše v notranjosti trdnjave Santa Cruz. Dva topa iz Porto Pimu sta bila zasežena. Leta 1597 je nova sila pod vodstvom Walterja Raleigha, drugega poveljnika Roberta Devereuxa, grofa iz Essexa, opustošila in zažgala verske zgradbe in cerkve v Horti ter sosednje župnije Flamengos, Feteira in Praia do Almoxarife. Stalna grožnja zasebnikov in piratov je prisilila gradnjo več utrdb in opazovalnic.
1643 je Horta imela okoli 2579 prebivalcev in 610 domov.
D. Frei Lourenço, škof iz Angre je leta 1675 odobril prenovo kapele Santa Cruz. Leta 1688 so bile izvedene dokončne prenove in okrasitev cerkve.
V 18. in 19. stoletju je bila Horta majhno mesto, ki se je raztezalo vzdolž obale. Prepredena z različni samostani in cerkvami, z malo trgovine in skoraj nobene industrije. Na srečo pa je zaradi svoje lokacije uspela kot postaja na pomembnih trgovskih poteh med Evropo in Novim svetom. Nekaj časa je bila Horta trgovsko in potovalno središče. Bila je izhodišče za izvoz pomaranč in pristanišče za izvoz vina z otoka Pico ter pomemben postanek za severnoameriške kitolovce, kasneje pa kot pristanišče za polnjenje ladij s premogom na čezatlantskih prehodih.

### 19. stoletje
Leta 1804 se je John Bass Dabney (1766–1826), generalni konzul ZDA na Azorih, poročil z Roxanno Lewis in se preselil v dom v Horti. Njegov sin Charles William Dabney (ki se je kasneje poročil s Francis Alsopom Pomeroy), ki je nasledil svojega očeta, je moral igrati pomembno vlogo v zgodovini in gospodarstvu Horte in otoka Faial. K temu je pripomogla izgradnja trgovskega pristanišča (1876) in namestitev čezatlantskih telegrafskih kablov (1893). Družina Dabney je gospodarstvo otoka usmerjala 83 let, kar je dobro vplivalo na dinamično rast pristanišča, izvoz pomaranč, vina Verdelho iz Pica in trgovino kitolovske industrije.
26. septembra 1814 je ameriški gusar "General Armstrong" pod poveljstvom kapetana Samuela Chesterja Reida potopil tri ladje britanske kraljeve mornarice pod poveljstvom Roberta Lloyda. Kapitan Reid je po tem, ko je bil prisiljen izkrcati svojo ladjo, uradno protestiral nad uničenjem ladij v nevtralnem pristanišču in nezmožnostjo Portugalcev, da branijo svoje vode. Glavni del pomorskega topništva, top "Long Tom", je bil kasneje izkopan iz zaliva Horta. Sčasoma je bil ponujen generalu Batchellerju, ameriškemu ministru v Lizboni, kot odškodnina. General Batcheller se je vrnil v Horto, da bi prevzel top, ki ga je dostavil v New York na ladji USS Vega (18. aprila 1893 ali približno tega dne).
4. julija 1833 je bilo vila na pobudo vojvode d'Avile in Bolama povzdignjena v status mesta in okrožnega glavnega mesta, kot nagrada za podporo, ki so jo prebivalci otoka dali liberalcem med portugalsko liberalno revolucijo. Grb mestne hiše je bil z odlokom dodeljen za promocijo »mojega zvestega mesta Horte« kralja Ludvika I. 3. maja 1865.
Z gradnjo trgovskega pristanišča leta 1876 je Horta postala mednarodno pomembnejša. 23. avgusta 1893 so prvi telegrafski kabli, ki povezujejo Horto (Alagoa) in Lizbono (Carcavelos), povezali Horto v čezatlantski komunikaciji. Lokacija in prisotnost več kabelskih podjetij na Horti sta imela kumulativni učinek povečanja dejavnosti, stopnje gospodarskega razvoja in urbane rasti ter kulturnih in športnih dejavnosti na otoku. Med letoma 1893 in 1969 je bil Horta pomembno mesto v interkontinentalnih komunikacijah.

### 20. stoletje
Horta je prav tako vstopila v zgodovino letalstva, ko je kapetan Albert C. Read (Vojna mornarica Združenih držav Amerike) končal prvi atlantski del prvega čezatlantskega poleta s hidroplanom, ko je maja 1919 pilotiral svoje letalo NC-4 v zaliv Horta.
Leta 1921 so nizozemski vlačilci začeli uporabljati Horto kot postanek (po drugi svetovni vojni so se vrnili v času evropske obnove).
Po letu 1939 je bila Horta načrtovana točka na čezatlantskih letečih ladij med Severno Ameriko in Evropo, ki je vključevala floto Pan Am Clipper, ki je pristala v pristanišču Horta.
Do leta 1960 so jahte začele uporabljati zaščiteno pristanišče Horta med čezatlantskimi potovanji.
24. avgusta 1971 je v civilni župniji Castelo Branco, predsednik Américo Tomás, odprl letališče Horta. Od leta 1972 je Sociedade Açoreana de Transportes Aeréos (ki je bila predhodnica SATA Air Azores) zagotavljala redne lete od Horta do otokov trikotnika (Centralna skupina). V 1980-ih je TAP Air Portugal, nacionalni letalski prevoznik, vzpostavil neposredno linijo med Horti in Lizbono, medtem ko so nadaljnje izboljšave flote SATA omogočile neposredno povezavo Horte z vsemi otoki. Po večjih obnovah decembra 2001 je bilo letališče imenovano za mednarodno letališče, čeprav na letališču Horta ni nobenih tujih letalskih prevoznikov, ki bi imeli redne ali čarterske lete.
Izboljšave v pristanišču Horta so omogočile, da je mesto postalo postanek za jahte, potniške ladje in zagotovilo stalno pomoč čezatlantskim potnikom. To je bilo olajšano, ko je mestna oblast 3. junija 1986 odprla marino z 300 privezi, prav tako pa tudi, ker je pristanišče Horta center za otoške trajekte Transmaçor in Atlanticoline in je prineslo nove naložbe in gradnjo sekundarnega pomola za potniški promet med otoki.

## Geografija

### Podnebje
Horta ima značilno vlažno subtropsko podnebje, povezano z Azori, z znatnimi oceanskimi vplivi, saj je avgustovska srednja temperatura le nad 22 ° C. Horta je mesto v arhipelagu, ki je najbolj nagnjen k visokim temperaturam in za razliko od Angra do Heroísmo in Ponta Delgada so bile temperature nekaj več kot 30 ° C. Vendar pa so povprečja zelo podobna omenjenim mestom. Padavine v povprečju znašajo približno 975 milimetrov na leto in so koncentrirane v zimskih mesecih. Decembra je v povprečju najbolj vlažen mesec, julij pa najbolj suh. To pomeni, da je Horta, podobno kot večina Azorov, bolj podobna podnebnim razmeram v Sredozemlju (Köppen Csa / Csb) v svojem letnem ciklu padavin kot v večini drugih vlažnih subtropskih podnebij po vsem svetu.

### Družbena geografija
| Število prebivalcev (1849–2011) |        |        |        |        |        |        |        |        |        |
| Leto                            | 1849   | 1900   | 1930   | 1960   | 1981   | 1991   | 2001   | 2004   | 2011   |
| št. prebivalcev                 | 24.763 | 22.075 | 21.510 | 20.281 | 15.489 | 14.920 | 15.063 | 15.224 | 14.994 |

Tri župnije sestavljajo mestno območje mesta Horta (urbanizirano območje in zgodovinsko središče): Angústias, Conceição in Matriz. Preostale župnije, ki sestavljajo preostali del občine, so ob regionalnem cestnem omrežju in vključujejo zemljišča od oceana do osrednjega vulkana (razen Flamengosa, ki je edina neobalna župnija). Otok Faial, ki obsega urbanizirano območje Horta in župnije, ima površino 173,06 km². 
Župnije so: Capelo v zahodnem delu otoka z najnovejšim zgodovinskim vulkanizmom na otoku, vulkanskim parkom Capelinhos in rekreacijskim gozdnim parkom; Castelo Branco na južnem obalnem območju med Capelo in Feteirasom z mednarodnim letališčem Horta; Cedros na severni obali med Capelo in Salão; Feteira, Flamengos, Pedro Miguel, Praia do Almoxarife, Praia do Norte, z območjem, ki ga je prizadel zgodovinski vulkanizem iz vulkanskega kompleksa Capelo;  Ribeirinha - staro geološko območje, ki je tvorilo otok Faial in Salão - poseljena s Španci.
V letu 2011 je bilo v nacionalnem popisu 15.038 prebivalcev s stalnim prebivališčem. 

#### Mesto Horta
Horto obožujem kot japonsko nešpljo! Hrepenel sem po tem, kar je bilo, ne vem, kako, od tukaj. Vse, kar si predstavljam, je bolj ali manj frustrirano, ko razumemo: v Horti pa ne, je presežena. Rua do Mar so zgrajeni domovi; nad edinstveno znamenito cesto v mestu so uličice, ki se spuščajo na obalo in skromno prispevajo k spuščanju in tranzitu. (Vitorino Nemésio, O Corsário das Ilhas)
Iz mesta Espalamaca ali Monte da Guia je mesto Horta značilno za otoške portugalske obalne skupnosti in za urbano tradicijo srednjeveške renesanse. Mesto je videti z morske strani podobno kot Angra do Heroísmo (Terceira) ali Velas (São Jorge) in poseljeno z več vulkanskimi stožci, ki so na južnem in vzhodnem robu (najbolj prevladujejo Monte da Guaia, Monte do Carneiro in Monte Escuro). To je populacijsko središče, ki je osredotočeno na glavno avenijo (včasih imenovano Avenida Marginal ali Avenida D. Infante Henriques) in razrezano z več manjšimi cestami. Njegova proto-urbana oblika leži na severu blizu Espalamace, s skupino cest sever-jug in vzhod-zahod, ki so se razvile iz začetne kolonizacije. Prebivalcev same Horte v prvem desetletju 21. stoletja je bilo okoli 7.000.
Te ulice so nastale iz osrednje kolonije, vzdolž hribov, vzporednih med seboj in pravokotno na ocean. Rast je potekala previdno do mestnega trga, mestnega središča, mestne hiše in lokalnih vodnjakov ob obali, ki so rasli v obe smeri. Verske institucije na splošno označujejo obseg urbaniziranih / podeželskih meja (tako kot se danes na severovzhodu dogaja samostan Monte Carmo in samostan Capuchos).
Sodobna Horta je zrasla preko meja te zgodnje kolonizacije. Na območju Port Pima se je povečalo sekundarno jedro, ki se je pojavljalo le občasno, dokler se na bregovih vzhodne obale ni razvila oblika polmeseca, ki jo je na severnem delu zadržal Ponte de Espalamaca in južno odprto morje. Na jugu so pepelasti stožci verjetno zaščitili naseljence in ladje od severnoatlantskih vremenskih sistemov, ki so zaščitili koloniste v obdobju formacije. Horta je počasi naraščala v rečne doline v notranjost in povezala župnije Flamengos na zahodu in Feteiras (jugozahod), in tvorila nepopolno urbanizirano maso. Vozlišča rasti v bistvu sledijo cestnemu omrežju, vključno z nedavno zaključenim "Scutom" (avtocesta), ki obide južno E.R.1-1ª med Angustias in Feteiras.

## Pobratena mesta
Horta je pobratena z:
- New Bedford, Massachusetts, ZDA
- Fremont, Kalifornija, ZDA[5]
- Santa Cruz, Madeira, Portugalska

## Gospodarstvo
Zaradi osrednjega položaja v trikotniku otokov v osrednji skupini otočja sta mesto in občina Horta v središču gospodarske dejavnosti na Faialu. To je bilo središče za dovoz in izvoz številnih gospodarskih ciklov v regiji; izvoz barvila, pomaranč, kitovega olja in vina Pico Verdelho so bili izdelki, ki so zgodovinsko zgradili gospodarstvo otoka. Mnogi plemenitaši so odprli svoje trgovine, proizvodne obrate in domove v mestu, medtem ko so bili kmetijski proizvodi odpremljeni v mesto, preden so jih poslali v Evropo ali Severno Ameriko. Dolgo je bil otok Pico eksklava Horte (s poletnimi domovi, parcelami in čredami v lasti prebivalcev Faiala) do njegove osamosvojitve 8. marca 1723.
Po neuspehu gospodarskih ciklov je mesto Horta zaradi razcveta in propadanja gospodarstev (ki jih je povzročilo vreme, bolezen ali odmik trga) postalo počivališče za čezatlantske pošiljke, najprej za flote kitolovcev, kasneje za podmornice, ki so postavljale komunikacijske linije iz Evrope v Severno Ameriko. Ti vzponi rasti so koncentrirali prebivalstvo, politične in gospodarske razrede v Horti in gospodarske dejavnosti na Faialu.
Horta je danes razdeljena med enako dihotomijo, ki je obstajala med zaledjem in središčem, z večino primarnih gospodarskih dejavnosti (večinoma kmetijskih), razpršenih v župnije, medtem ko so sekundarne in terciarne dejavnosti osredotočene na tri glavne župnije (Angústias, Conceição in Matriz). Poleg tega se je blaginja v začetku 20. stoletja, osredotočena na čezatlantski promet, razvila v turistično usmerjeno gospodarstvo, osredotočeno na arhitekturo, geografske, prostočasne in družbeno-kulturne vidike otoka. To vključuje ogledne ture po kopnem in oglede kitov, prihod potniških ladij poleti in kulturni festivali, ki združujejo lokalne župnije in obiskovalce skozi vse leto.

## Promet
Otok obkroža regionalna cesta, ki neposredno povezuje vse župnijske centre (razen Flamengosov) z mestom Horta. Poleg osebnih vozil vsak dan zagotavlja avtobusni sistem vsakodnevni dostop iz teh zaledij.
Največ dejavnosti v občini opravi pristaniški in potniški terminal v mestu, ki je bil do 28. julija 2012 južno od trdnjave Santa Cruz, v župniji Angustias. Potniški trajekt, ki ga upravlja Transmaçor (kanal Cruzeiro do in Cruzeiro da Ilha), je opravljal potniške storitve do otoka Pico (Madalena) in z njega, medtem ko je Atlânticoline (z uporabo pogodbenih ladij) zagotavljal storitve za preostale otoke. 28. julija 2012 je bil v pristanišču v ustju reke Ribeira da Conceição odprt nov potniški trajekt. Leta 2009 je bil zgrajen 393 metrov dolg pomol z 267 metrov uporabnega prostora za privez, 80 metrov širine in dve rampi za RO -RO operacije za izrecni namen podpiranja potniškega prometa v trikotniku otokov osrednjih Azorov. Zgrajen je bil tudi 130 m dolg nasip, ki je obsegal površino 20.000 kvadratnih metrov, da bi zaščitili Ribeiro da Conceição in zgradba potniškega terminala. 

## Kultura
Mesto ima Pokrajinski muzej Horta s stalno razstavo razstavo Capelinhos Volcano, ki podrobno prikazuje fotografije (1957) vulkanskega izbruha na Azorih. Muzej ima tudi veliko zbirko maket stavb, ladij in ljudi, izrezljanih iz jedrc smokovca, ki so jih izrezljale Euclides Rosa. 
Mark Twain je obiskal Horto junija 1867, ob začetku dolgega potovanja v Jeruzalem. Svoj obisk je opisal z izrazitimi komentarji o ljudeh in kulturi Horte v knjigi The Innocents Abroad. Podobno se je Joshua Slocum, ki je plul na Sprayu, ustavil v Horti na prvem delu svoje solo krožne poti, ki jo je zapisal v svoji knjigi iz leta 1899 "Sailing Alone Around the World.
Mark Twain je v svoji pol avtobiografski The Innocents Abroad v tujini pozdravil fizični izgled Horte:
Mesto ima osem tisoč do deset tisoč prebivalcev. Njegove snežno bele hiše udobno stojijo v morju sveže zelene vegetacije in nobena vas ne bi mogla biti lepša ali privlačnejša. Sedi v naročju amfiteatra gričev, visokih tri sto do sedemsto metrov in skrbno obdelanih do svojih vrhov ….
V delih Vitorina Nemésia (O Corsário das Ilhas), Raula Brandăa (As ilhas Desconhecidas), je otok označen kot osrednja točka zgodbe, medtem ko je Jules Verne omenil Horto v opisih svojih fikcijskih zgodb.

## Pomembni meščani
- Manuel de Arriaga (8. julij 1840 - 5. marec 1917), prvi  predsednik Portugalske;
- Euclides Rosa (Horta, Azori; c.1910 - São Paulo, Brazilija c. 1979), inženir in umetnik, ki je delal za eno od prvih telegrafskih kabelskih podjetij na prelomu stoletja, do leta 1946, ko je opustil službo in postal umetnik. [7] Priznan kot "Mestre do "Miolo de Figueira"" (mojster pešč smokovcev') je prejel priznanje za svoje kompleksne in razkošne skulpture iz lesa, s stalno zbirko v Muzeju v Horti (darovano leta 1980).

## Galerija
V Horti je Institut za oceanografijo ustanovljen leta 1976 Univerze Azorov. Stavba je bila zgrajena leta 1901 in je delovala kot bolnišnica.
- Župnijska cerkev Igreja do Santíssimo Salvador
- Trdnjava Santa Cruz
- Večni mornarji z vsega sveta na pomolu
- Stolp z uro Torre do Relógio
- Kapela Império dos Nobres
- Park Jardim Florêncio Terra
- Peter Café Sport, mednarodno znani jadralni klub
- Kapela Império do Espírito da Infância
- Oceanografski inštitut Univerze Azorov